# Przestańsko
Przestańsko – wieś w Polsce położona w województwie małopolskim, w powiecie krakowskim, w gminie Iwanowice.
Wieś duchowna, własność opactwa cystersów jędrzejowskich położona była w drugiej połowie XVI wieku w powiecie proszowskim  województwa krakowskiego. W latach 1975–1998 miejscowość administracyjnie należała do województwa krakowskiego.
Data lokalizacji wsi jest nieznana. Miejscowość jest położona około 20 km na północ od Krakowa. W obrębie wsi znajduje się kaplica. Przestańsko znajduje się na terenie rzymskokatolickiej parafii Iwanowice, a najbliższym miastem są Słomniki. Od lat 90. XX w. ludność wsi współtworzą mieszkańcy napływowi emigrujący na wsie z miast (głównie Krakowa).
Okolice wsi stanowią głównie łąki, pola uprawne i bory, zwłaszcza na południowym wschodzie.